# Дежно при Маколах
Дежно при Маколах (словен. Dežno pri Makolah) је насељено место у општини Маколе, Подравска регија, Словенија.

## Историја
До територијалне реорганизације у Словенији било је у саставу старе општине Словенска Бистрица.

## Становништво
У попису становништва из 2011. године, Дежно при Маколах је имало 85 становника.
| Број становника према пописима | Број становника према пописима | Број становника према пописима |
| ------------------------------ | ------------------------------ | ------------------------------ |
| 1991                           | 2002                           | 2011                           |
| 123                            | 97                             | 85                             |

Напомена: До 1953. исказивано под именом Дежно. Године 2017. извршена је мала размена територија између насеља Варош, Дежно при Маколах и Стари Град.